# Équipe d'Israël masculine de volley-ball
Cet article traite de l'équipe masculine. Pour l'équipe féminine, voir Équipe d'Israël féminine de volley-ball.
L'équipe d'Israël de volley-ball est composée des meilleurs joueurs israéliens sélectionnés par la Fédération israélienne de volley-ball (Israel Volleyball Association, IVA). Elle est actuellement classée au 77e rang de la Fédération internationale de volley-ball au 4 janvier 2012.

## Sélection actuelle
Sélection pour les Qualifications aux championnats d'Europe de 2011.

Entraîneur : Avishi Karpovsky  ; entraîneur-adjoint : Tomer Rosiansky 

## Palmarès et parcours

### Parcours

#### Championnats du monde
| - 1949 : Non qualifié - 1952 : 10e - 1956 : 16e - 1960 : Non qualifié - 1962 : 15e - 1966 : Non qualifié - 1970 : 19e - 1974 : Non qualifié - 1978 : Non qualifié - 1982 : Non qualifié |  | - 1986 : Non qualifié - 1990 : Non qualifié - 1994 : Non qualifié - 1998 : Non qualifié - 2002 : Non qualifié - 2006 : Non qualifié - 2010 : Non qualifié |

#### Championnat d'Europe
| - 1948 : Non qualifié - 1950 : Non qualifié - 1951 : 10e - 1955 : Non qualifié - 1958 : Non qualifié - 1963 : Non qualifié - 1967 : 11e - 1971 : 12e - 1975 : Non qualifié - 1977 : Non qualifié |  | - 1979 : Non qualifié - 1981 : Non qualifié - 1983 : Non qualifié - 1985 : Non qualifié - 1987 : Non qualifié - 1989 : Non qualifié - 1991 : Non qualifié - 1993 : Non qualifié - 1995 : Non qualifié - 1997 : Non qualifié |  | - 1999 : Non qualifié - 2001 : Non qualifié - 2003 : Non qualifié - 2005 : Non qualifié - 2007 : Non qualifié - 2009 : Non qualifié - 2011 : Non qualifié |

#### Ligue européenne
| - 2004 : Non participant - 2005 : Non participant - 2006 : Non participant - 2007 : Non participant - 2008 : Non participant - 2009 : Non participant - 2010 : Non participant - 2011 : Non participant - 2012 : 6e |